# Bye,Bye,September
「Bye,Bye,September」（バイ・バイ・セプテンバー）は、1983年9月1日に発売された原真祐美の通算3枚目のシングル。

## 解説
- 自身最大のヒット曲で、本楽曲で「FNS歌謡祭優秀新人賞」「新宿音楽祭銀賞」「日本歌謡大賞放送音楽新人賞」「あなたが選ぶ全日本歌謡音楽祭銀賞」「ヤング歌謡大賞アイドル賞」「銀座音楽祭銀賞」といった、各種新人賞を受賞。
- 約半年間にわたってオリコン週間チャート101位〜200位の間にチャートインした、隠れたロングセラーヒット曲である。

## 収録曲
1. Bye,Bye,September (3分37秒)
作詞：三浦徳子／作曲：小杉保夫／編曲：萩田光雄
2. 恋はFifty-Fifty (3分40秒)
作詞：松井五郎／作曲：榊原まさとし／編曲：惣領泰則